# Mara Jones
Pour les articles homonymes, voir Jones.
Mara Jones, née le 8 septembre 1974 à Richmond Hill, est une rameuse d'aviron canadienne.

## Carrière
Mara Jones est huitième de l'épreuve de deux de couple poids légers avec Fiona Milne aux Jeux olympiques d'été de 2004 à Athènes. Elle est médaillée d'or en quatre de couple poids légers aux Championnats du monde d'aviron 2005 à Kaizu.